# 338
Правління синів Костянтина Великого у Римській імперії. У Китаї правління династії Цзінь. В Індії починається період імперії Гуптів. В Японії триває період Ямато. У Персії править династія Сассанідів.
На території лісостепової України Черняхівська культура. У Північному Причорномор'ї готи й сармати.

## Події
- Констанцій II прибуває у Вірменію, щоб захистити її від персів
- Шах Персії Шапур II розпочинає насильне навернення християн у зороастризм, щоб вони не вчинили заколот, доки він воює у Вірменії.